# برونو فراي
برونو فراي هو اقتصادي سويسري، ولد في 4 مايو 1941 في بازل في سويسرا.

## وصلات خارجية
- برونو فراي على موقع مونزينجر (الألمانية)